# Codename: Sailor V
Codename: Sailor V (яп. コードネームはセーラーＶ Ко:до Нэ:му ва Сэ:ра: Буи, Кодовое имя — Сейлор Ви) — манга, созданная Наоко Такэути. Сюжет манги посвящён Минако Айно, весёлой школьнице, обнаружившей у себя магическую силу, с помощью которой она должна защищать людей на Земле.
Эта серия является приквелом к «Сейлор Мун».

## Сюжет
«Codename: Sailor V» рассказывает историю Минако Айно, 13-летней ученицы средней школы, которая мечтает когда-нибудь найти истинную любовь. Но вскоре её спокойная обычная жизнь меняется, после того как она обнаруживает говорящего белого кота с изображением полумесяца на лбу. Этот кот представляется как Артемис и утверждает, что Минако — девочка, обладающая силой превращаться в женщину сильнее и красивее, чем кто-либо. Он называет её «Венерой» и рассказывает ей о миссии по защите Земли во имя своей планеты-хранительницы Венеры. Чтобы помочь ей в выполнении поставленной задачи, Артемис даёт ей две вещи: пудреницу в форме полумесяца и волшебную ручку. Волшебная ручка позволяет ей превращаться в своего альтер эго, прекрасного воина правосудия, Сейлор Ви. Сейлор Ви начинает борьбу против агентов зла, известных как Тёмное агентство, сражающихся под командованием Данбурита. Он направляет подчинённых ему талантливых звёзд порабощать общественность. Сейлор Ви переживает множество приключений, как воин справедливости, некоторые из которых служат предметом зависти и восхищения полиции. Кроме того, она позже получила помощь Кайто Эйс. В конце Минако понимает, что её обязанности как воина являются более важными, чем любовь, и узнаёт о своей подлинной миссии как Сейлор Венеры.

## Сравнение с серией «Сейлор Мун»
«Сейлор Мун» является продолжением «Codename: Sailor V». Когда возникла идея об адаптации «Codename: Sailor V» в аниме, Наоко Такэути изменила основную концепцию под формат приключений команды героев и создала «Сейлор Мун». Обе манги выходили одновременно: «Sailor V» публиковалась в журнале «Run Run», а «Сейлор Мун» — в «Nakayoshi». Сейлор Венера участвует в событиях «Сейлор Мун», начиная с первой сюжетной арки аниме и манги. Образ Усаги Цукино частично основан на Минако, и, следовательно, они имеют много общего; однако, в связи с большей распространённостью аниме в других странах, Минако иногда ошибочно считают «подделкой» Усаги. Усаги в целом считается глупее, несколько ленивее и гораздо менее атлетичной, чем Минако, тогда как Минако более изящна и инициативна, но не демонстрирует особой дальновидности. Тогда как Усаги неуклюжа и плаксива, Минако просто чрезмерно драматична.
Манга «Sailor V» фактически была полностью завершена только после окончания работы над выходом 18-томной манги «Сейлор Мун». В манге присутствует камео других персонажей «Сейлор Мун», в том числе Усаги, Нару Осаки, Ами Мидзуно, Макото Кино, Рэй Хино, а также образы всех десяти воинов в матросках. Так как новые главы манги «Sailor V» публиковались гораздо реже, чем главы «Сейлор Мун», она состоит только из трёх томов.

## Персонажи

### Союзники
Имена даны в западном порядке, то есть имя перед фамилией.
- Артемис — кот, помощник Минако в деле защиты справедливости. Он также играет важную роль в «Сейлор Мун»[1] и является ранним аналогом Луны, кошки, принадлежащей главной героине в «Сейлор Мун».
- Босс — невидимый собеседник Артемиса и Минако. Общается с ними через магическую ручку и передаёт им указания. Личность Босса никогда не раскрывалась, но в манге «Сейлор Мун» подразумевается, что это дух королевы Серенити, сохранённый «живым» древними компьютерами Луны.
- Хикару Сорано — лучшая подруга Минако с начальной школы. Она похожа на Ами Мидзуно из «Сейлор Мун».
- Мать Минако — домохозяйка. Большую часть времени показывается наказывающей Минако за её плохие отметки.
- Мотоки Фурухата — милый парень из игрового центра «Crown», один из парней, которыми увлекалась Минако. Он также появляется в «Сейлор Мун».
- Гурикадзу Амано — парень из школы Минако. Очень похож на Умино из «Сейлор Мун».
- Отец Минако — офисный работник.
- Нацуна Сакурада — начальница главного управления полиции столицы и огромная поклонница Сейлор Ви. Её сестра Харуна Сакурада появляется в «Сейлор Мун».
- Тосио Вакаги — 27-летний сотрудник специального отдела управления столичной полиции. Он не любит Сейлор Ви, потому что чувствует, что она выставляет сотрудников полиции дураками. У Вакаги есть старший брат.
- Сайто-сан — ученик младших классов средней школы Сиба, является заводилой в банде средней школы и самым большим хулиганом в Токио.
- Окамото-сэнсэй — учитель домоводства в младших классах средней школы Сиба.
- Мари-сэнсэй — художница манги «Aurora Wedding», которую читает Минако. Сама манга предвещает события серии «Сейлор Мун».
- Синро Байсяку — младший редактор Мари-сэнсэй.
- Майку Отонару — один из любовных интересов Минако.

### Тёмное агентство
- Нарцисс перешёл в школу Минако и промывал мозги девушкам, превращая их в рабов, чтобы Тёмное агентство могло править Японией. Так как он представляется красивым переведённым учеником под именем Хигаси, Минако увлекается им и пытается вручить ему любовное письмо, но этому мешают различные обстоятельства. Именно он скажет ей, что её длинные волосы очень красивы и что ей стоит носить большой красный бант сзади. Минако последует его совету. Впоследствии решив, что Хигаси встречается с девушкой по имени Ханэда, Минако решает найти себе другого парня. После нападения Хигаси на Ханэду, открывшего истинный облик Нарцисса, Минако приходит девушке на помощь как Сейлор Ви.
- Пандора — одна из звёзд, работающих на Тёмное агентство. Дебютировала на 44-м канале в 24-часовом звёздном шоу. Она также планировала подписать компакт-диски для всех мальчиков, которые придут в студию, чтобы поддержать её. Фактически является членом Тёмного агентства и промывает мозги всем в городе. Минако, притворившись полицейской, приходит остановить Пандору.
- Петит Пандора — младшая сестра Пандоры. Она полна решимости отомстить за свою сестру, убив Сейлор Ви. Она обладает «самым милым подмигиванием в мире». Свои глаза, однако, она использует для подчинения людей и превращания их в рабов.
- Флюорит (Фторид) отвечает за отдел звёзд в Тёмном агентстве. Под её командованием находятся Пандора, Петит Пандора, трио тройняшек «Dark Guys», их сестры-близнецы «Twin Dark» и «тёмная принцесса» Сидзука. Нарцисс также подчинялся ей, хотя он и не являлся «звездой». Флюорит принимает заказы непосредственно от теневого хозяина Данбурита. Она использует «звёзд» для сбора энергии и получения рабов для Тёмного Агентства.
- Гибискус является представителем Тёмного агентства на Гавайях. Она имеет разрешение от Данбурита собирать энергию японцев, выезжающих за границу в течение лета. Она представляется главной стюардессой на самолёте «Dark Air System», направляющемся на Гавайи. Но когда Гибискус узнаёт, что Сейлор Ви отправилась в Грецию, она меняет курс.
- Ньян-Ньян, Ван-Ван и Тю-Тю — служащее Тёмному агентству трио, обладающее способностями превращаться в животных. Старшая сестра Ньян-Ньян может превращаться в кошку, брат Ван-Ван — в чёрного пса, а младшая сестра Тю-Тю — в комара.
- Принцесса Линь Линь — агент Тёмного агентства, «красивое сердце» Тёмного королевства. Работает в непосредственной близости с Данбуритом. Сумела узнать истинную личность Сейлор Ви.
- Данбурит — всегда скрывающийся в тенях босс Тёмного агентства. Состоит под командованием Ситэнно. В последнем томе манги Данбурит раскрывается и оказывается не кем иным, как возлюбленным Минако, Кайто Эйс.

### Кайто Эйс
Кайто Эйс (яп. エース怪盗 Э:су Кайто:, Фантом Эйс) — возлюбленный Минако в «Codename: Sailor V». Он звезда. Имеет даже своё собственное телешоу. Иногда сражается вместе с Сейлор Ви (как Такседо Маск в «Сейлор Мун»). В конце манги выяснилось, что он и есть Данбурит, глава Тёмного агентства, подчиняющийся Ситэнно. В прошлой жизни, в лунном королевстве Серебряное Тысячелетие, он был известен как Адонис и являлся всего лишь простым солдатом в войсках Венеры. Адонис издали наблюдал за принцессой Венеры, предыдущим воплощением Минако, и влюбился в неё, но его любовь оказалась безнадёжной.
Кайто обладал талантом «прочитать любовь» по картам, преимущественно по тузам четырёх мастей (англ. ace — «туз»). В сцене своей смерти он предрекает Сейлор Ви, что её любовь никогда не найдёт ответа, обрекая её на жизнь без любви и в то же время позволяя ей больше не колебаться между любовью и долгом воина.

## История выпуска
Манга «Codename: Sailor V» была создана Наоко Такэути в 1991 году, готовые главы выпускались с августа 1991 по ноябрь 1997 года в журнале издательства Коданся «Run Run». Позднее манга была издана в трёх томах, охватывающих все 15 глав. Был запланирован выпуск OVA-сериала, но он так и не был создан, вместо него вышло аниме «Сейлор Мун». В 2004 году манга вышла в 2-х томах «Обновлённого издания» (新装版 Синдзё: бан).

### Первые главы
Фактически первой вышедшей главой манги была «Появление Сейлор Ви! Канал 44/Замысел Пандоры», которая во всех последующих изданиях шла под номером 3. Главы 1 и 2, в которых рассказывается о встрече Минако и Артемиса, а также о появлении видеоигры «Сейлор Ви», были написаны позже.
«Появление Сейлор Ви! Канал 44/Замысел Пандоры» была впервые опубликована 3 августа 1991 г. в журнале «Run Run» как отдельная история, не входящая в какую-либо серию. В изданном впоследствии первом томе манги Наоко Такэути в одном из комментариев упоминала, что после данной публикации было принято решение о создании серии на её основе. Этой серией стала «Сейлор Мун», первая глава которой появилась в февральском номере журнала «Nakayoshi» за 1992 г. (Минако в образе Сейлор Ви фигурирует на первом же фрейме манги с первой страницы журнала: она изображена на фотографии в газете, которую читает Икуко Цукино, мама Усаги.)
Тем не менее «Codename: Sailor V» также продолжила выходить как отдельная серия. Следующие главы были опубликованы весной, летом и зимой 1992 г. В мае и июле 1993-го Наоко Такэути выпустила хронологически две первые главы манги, события которых предваряют сюжет вышедших ранее глав. Именно с них начинается повествование в первом томе отдельного издания манги, выпущенного издательством «Коданся».

### Прототипы персонажей «Сейлор Мун»
В сохранившихся набросках к «Codename: Sailor V» фигурируют персонажи Мияби Ёруно и Мамору Тино, впоследствии переработанные в героинь «Сейлор Мун» Рэй Хино и Макото Кино соответственно.